# Solarworld No. 1
Der Solarworld No. 1 ist ein solarbetriebenes Straßenfahrzeug der Hochschule Bochum, das im Jahr 2007 an der World Solar Challenge und im Jahr 2009 an der Global Green Challenge teilgenommen hat. Das Nachfolgemodell dieses Fahrzeuges ist der BOcruiser, Vorgängermodell ist der HansGo!.
Angetrieben wird der dreirädrige Solarworld No. 1, der eine Höchstgeschwindigkeit von über 120 km/h erreicht, von einem Radnabenmotor im Vorderrad, dessen maximale Leistung 1,4 kW beträgt. Das Fahrzeugleergewicht liegt bei etwa 230 kg, wovon die Batterien rund 25 kg einnehmen. Die verwendeten Solarzellen sind Galliumarsenid-Solarzellen mit einem Wirkungsgrad von 29 %. Die Leistung der 6 m² Solarzellen auf dem Dach beträgt 1800 Watt.

## Akkumulatoren
Bei den Akkumulatoren handelt es sich um 532 Zellen vom Typ UR18650-F Lithium-Ionen-Akkumulatoren. Die von der Firma Sanyo bezogen wurden. Für die World Solar Challenge 2007 standen 25 kg Akkugewicht zur Verfügung. Dabei wurde eine gespeicherte Energiemenge von 4821 Wh bei Nennspannung von 107 V erreicht.

## Solarzellen
Bei den Solarzellen handelt es sich um Gallium-Arsenid Solarzellen. Der maximale Wirkungsgrad beträgt 29 %. Um diesen Wirkungsgrad zu erreichen, werden im Fahrzeug MPPTs (Maximum Power Point Tracker) der Firma Brusa eingesetzt. Die elektrische Gesamtleistung des Arrays liegt bei ca. 1800 W.

## Motor
Beim Motor handelt es sich um eine an der Hochschule Bochum entwickelte permanenterregte Synchronmaschine, Der Motor hat eine Nennleistung von 1,4 kW und eine maximale Leistung von 4,2 kW. Die Höchstgeschwindigkeit des Fahrzeugs liegt bei 120 km/h.

## World Solar Challenge
Das Fahrzeug wurde speziell für die World Solar Challenge 2007 (WSC 2007) gebaut. Bei dem Rennen quer durch den australischen Kontinent (3000 km von Darwin nach Adelaide) belegte das Fahrzeug den 4. Platz. Außerdem erhielt es den Design Award für die überragende und innovative Form. Einen Bericht über die WSC 2007 und ein Interview mit Prof. Friedbert Pautzke (Professor für Elektromobilität an der Hochschule Bochum) wurde am 3. November 2007 in der WDR-Sendung "Lokalzeit Ruhr" ausgestrahlt.

## Das Team
Während des Rennens bestand das Team aus rund 30 Studentinnen und Studenten, die auch für den Bau des Fahrzeuges verantwortlich waren. Im Team beschäftigten sich einzelne Arbeitsgruppen mit der Elektrik, der Mechanik, der Strategie und der Organisation beim Wettbewerb.

## Auszeichnungen
Neben der zuvor genannten Auszeichnung mit dem Design Award wurde die Hochschule Bochum als Entwickler und Standort von Solarworld No.1 von der Initiative Deutschland – Land der Ideen am 16. April 2008 als "Ausgewählter Ort" ausgezeichnet.